# 確証の教理
信仰の確証（しんこうのかくしょう、The Assurance of Faith）、確証の教理（かくしょうのきょうり）、救いの確信（すくいのかくしん、Assurance of Salvation）はキリスト教プロテスタント派の教義であり、「聖霊の内的確証」により、義とされた信者が救われることを知ることが出来ることが述べられている。ここではウエスレアン・アルミニアン神学について解説する。ウェスレー派では確証の教理と呼ばれるが、カルヴァン主義では救いの確信と呼ばれ、相違がある。
ヒッポのアウグスティヌスの著作に基づいて、「信仰の確証」はメソジスト教会や、ルーテル教会、カルヴァン主義においては歴史的に非常に重要な教義であり、今日もこれらの派に属する一部においては続いている。

## 歴史
初代の教会、また、使徒的なキリスト教の再現と言われた、18世紀のメソジストによる信仰覚醒運動（メソジスト運動）の原動力となったのは、運動の中心的な人物ジョン・ウェスレーによって説かれた「確証の教理」にあると言われている。イングランド国教会からの妨害、人々の度重なる嫌がらせにも拘らず、ウェスレーの下に集まったメソジストたちの活動は、勢いを増し、その人数が飛躍的に増大していった。
この「確証の教理」は「人はどのようにしたら救いを確信できるか」と言う問題に関わっている。当時、ある人はイングランド国教会に所属することをもって救いの保障とし、また、ある人は、正統的な教理を堅持することをもって救われていると考えた。ある人は、聖餐式に与ること、善行に励むことなどなどを救いの証拠としていた。
ウェスレーを初めとしてメソジスト教徒は、そのような二次的といえる保障では満足しなかった。ジョン・ウェスレーと同じくイングランド国教会の牧師であった、ジョンの父サムエルは、その臨終の床にジョンを呼び「宗教のすべては信仰の確信にある」と言い残して世を去った。この遺言がジョンの心を捉え、確かな証しを求めての求道の旅が始まった。アメリカ大陸での宣教師としての実りのない奉仕も、結局は、アメリカ・インディアンの救いのためと言うよりは、ジョンが自らの救いの確証を求めての旅に過ぎなかった。失意のうちにアメリカ大陸からロンドンに戻ったウェスレーに、ピーター・ベーラ、モラビア派の牧師との出会いを通して変化が生じた。ウェスレーはこの夜から、自分のわざにではなく、真にキリストの贖いに依り頼むようになり、信仰の確証を手にしたのである。それはウェスレーの心に対する聖霊の直接的な証しであった。ウェスレーは、聖霊の証しは、御霊の実と分離することは出来ないと考えた。
ウェスレーがこの「信仰の確信」に立ったとき、大英帝国を変えたといわれるメソジストの信仰覚醒運動が始まったとされる。

## 聖書の保証
ローマ人への手紙 8:15, 16には、2重の「信仰の確証」が述べられている。
- 第一の証しは「良心の確証」と言われるもので、「私たちの霊とともに」が、それを示唆している。ここに良心の証しとは、聖書の示す救いの条件を果たしたか、また、救いの前後で明らかな変化が認められるのか、などを理性的に、冷静に判断する時に、納得される類の証左である。
- それに対して、もう一つの信仰の確証は、聖霊によって信じる者の内心にもたらされる直接的な証しであって「聖霊の確証」と言われるものである。

## 批判
ローマ・カトリック教会はトリエント公会議においてこの教理を否定した。